# Dmitri Vasiliev
Dmitri Vladimirovici Vasiliev (în rusă Дмитрий Васильев; n. 8 decembrie 1962, Leningrad, RSFS Rusă, URSS) este un biatlonist ce a reprezentat Uniunea Republicilor Sovietice Socialiste, medaliat olimpic. A participat la 2 ediții ale Jocurilor Olimpice (1984, 1988) în care a câștigat două medalii de aur.